# Gaurax
Gaurax är ett släkte av tvåvingar. Gaurax ingår i familjen fritflugor.

## Dottertaxa tillGaurax, i alfabetisk ordning[1][2]
- Gaurax aequalis
- Gaurax africanus
- Gaurax agilis
- Gaurax albiceps
- Gaurax albifacies
- Gaurax alborhirta
- Gaurax apicalis
- Gaurax apicta
- Gaurax apicupunctata
- Gaurax argenticeps
- Gaurax argyropa
- Gaurax atrifrons
- Gaurax atrilinea
- Gaurax atripalpus
- Gaurax basitarsalis
- Gaurax biannulatus
- Gaurax bicoloripes
- Gaurax bivittiger
- Gaurax borealis
- Gaurax breviseta
- Gaurax britannicus
- Gaurax brunneoapicata
- Gaurax bryani
- Gaurax cairnsi
- Gaurax chiyokae
- Gaurax clubionae
- Gaurax communis
- Gaurax confluens
- Gaurax costaricanus
- Gaurax crassa
- Gaurax cymbachae
- Gaurax delenae
- Gaurax densipilus
- Gaurax dilata
- Gaurax discolor
- Gaurax diversipes
- Gaurax dorsalis
- Gaurax dubius
- Gaurax elbergi
- Gaurax ephippium
- Gaurax extremitata
- Gaurax fascipes
- Gaurax femoralis
- Gaurax festivus
- Gaurax flavithorax
- Gaurax flavoapicalis
- Gaurax flavocapitata
- Gaurax flavohumeralis
- Gaurax flavolateralis
- Gaurax flavoscutellatus
- Gaurax forficularis
- Gaurax froggatti
- Gaurax fulviceps
- Gaurax fulvifrons
- Gaurax fumipennis
- Gaurax fuscibasis
- Gaurax fuscinervis
- Gaurax fusiformis
- Gaurax gauracicornis
- Gaurax gethosyne
- Gaurax glaber
- Gaurax hirtipes
- Gaurax impura
- Gaurax infecta
- Gaurax infuscata
- Gaurax ixeutici
- Gaurax kurilensis
- Gaurax lacteipes
- Gaurax latitarsis
- Gaurax leucarista
- Gaurax longipalpis
- Gaurax luteicornis
- Gaurax luteohirta
- Gaurax macrocerus
- Gaurax maculicornis
- Gaurax maculipennis
- Gaurax maculipes
- Gaurax melanopleura
- Gaurax melanotum
- Gaurax mesopedalis
- Gaurax mesopleuralis
- Gaurax minutula
- Gaurax montanus
- Gaurax neozealandicus
- Gaurax nervosus
- Gaurax niger
- Gaurax nigricornis
- Gaurax nigrimana
- Gaurax nigroannulatus
- Gaurax nigrohirta
- Gaurax nigroviolacea
- Gaurax niveopubescens
- Gaurax obscuripennis
- Gaurax obscuripila
- Gaurax ocellaris
- Gaurax oculatus
- Gaurax opacula
- Gaurax pallidicornis
- Gaurax pallidior
- Gaurax pallidipes
- Gaurax pallidipleura
- Gaurax papuanus
- Gaurax paradoxocerus
- Gaurax paradoxopyga
- Gaurax patelainae
- Gaurax perreirai
- Gaurax piceus
- Gaurax pictus
- Gaurax pilosulus
- Gaurax platycephala
- Gaurax pleuromaculatus
- Gaurax polonicus
- Gaurax predatoris
- Gaurax pseudostigma
- Gaurax pubicollis
- Gaurax quadristriata
- Gaurax robusta
- Gaurax rubicundulus
- Gaurax semiatra
- Gaurax semivittatus
- Gaurax seychellensis
- Gaurax shannoni
- Gaurax similis
- Gaurax simulata
- Gaurax solida
- Gaurax solomensis
- Gaurax splendidus
- Gaurax sternopleuralis
- Gaurax strobilum
- Gaurax subopacifrons
- Gaurax subpilosa
- Gaurax sumatranus
- Gaurax suturalis
- Gaurax tasmaniensis
- Gaurax tibiella
- Gaurax tincticornis
- Gaurax tinctipes
- Gaurax tonnoiri
- Gaurax triangulata
- Gaurax trifidus
- Gaurax trincticornis
- Gaurax tripus
- Gaurax uahukae
- Gaurax unifrons
- Gaurax varidorsata
- Gaurax varihalteratus
- Gaurax waterhousti
- Gaurax venustus
- Gaurax wirthi
- Gaurax vittipennis
- Gaurax vittipes